# Alexander I van Rusland
Alexander I Pavlovitsj (Russisch: Александр I Павлович; Aleksandr I Pavlovitsj), bijgenaamd de "gezegende" (Благословенный; Blagoslovennij) (Sint-Petersburg, 23 december 1777 – Taganrog, 1 december 1825) was van 1801 tot 1825 tsaar van Rusland, koning van Congres-Polen (1815 tot 1825) en grootvorst van Finland (1809-1825).
Hij werd geboren als zoon van grootvorst Paul Petrovitsj, later tsaar Paul I van Rusland en Sophia Dorothea Augusta Louisa van Württemberg, oudste dochter van de hertog van Württemberg. Alexander besteeg de troon na de moord op zijn vader, en regeerde over Rusland tijdens de napoleontische oorlogen. In de eerste helft van zijn regering probeerde Alexander vele liberale hervormingen door te voeren, terwijl hij in de tweede helft van zijn regering op een veel willekeuriger manier regeerde, wat leidde tot de afschaffing van vele vroegere hervormingen. In zijn buitenlandbeleid behaalde Alexander zekere successen; hij won namelijk meerdere campagnes met in het bijzonder het verwerven van Finland en grote delen van Polen. De vreemde tegenstrijdigheid van zijn innerlijk maakte Alexander een van de meest interessante tsaren. 

## Biografie

### Jeugd
Vlak na zijn geboorte op 23 december 1777 werd Alexander bij zijn vader, de toekomstige tsaar Paul I, weggehaald door tsarina Catharina omdat zij vreesde dat Paul te veel invloed zou hebben op de toekomstige tsaar maar vooral omdat Catharina en Paul geen goede relatie hadden. Alexander werd opgevoed door de Zwitserse politicus Frédéric-César de La Harpe.

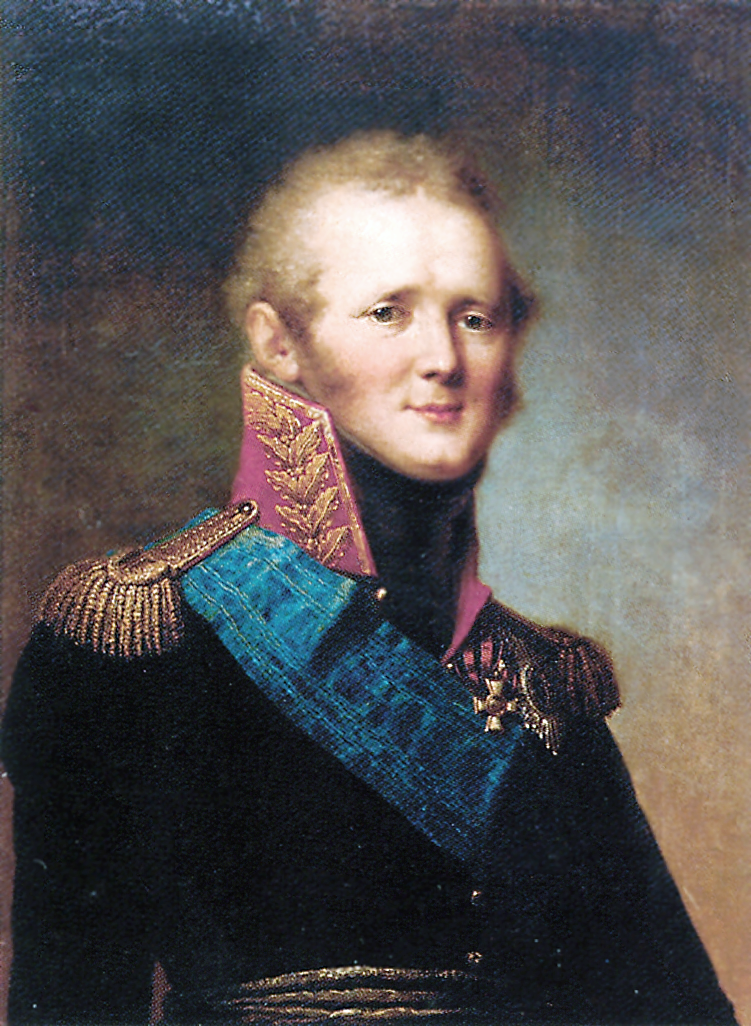
Tsaar Alexander I

Op 15-jarige leeftijd trouwde Alexander met de 14-jarige Louise van Baden. Toen tsarina Catharina II in november 1796 stierf, had zij geen gebruik gemaakt van haar recht om een opvolger aan te wijzen en dus volgde haar zoon, Paul, haar op als tsaar. Hij werd tsaar als Paul I. Zijn pogingen om hervormingen door te voeren werden niet goed ontvangen door Pauls adviseurs, waaronder Alexander. Tsaar Paul I werd op 23 maart 1801 vermoord. Nooit is geheel duidelijk geworden wat de rol van Alexander in het complot geweest is.
Alexander besteeg daarna de troon en hij werd gekroond in het Kremlin op 15 september 1801.

### Regering
Alexander vestigde een informele raad van adviseurs, een 'Geheim Comité' (Neglassny Komitet), dat 6 juli 1801 voor het eerst vergaderde. Het bestond uit zijn vrienden Czartoryski, Novosiltsov, Paul Stroganov en Viktor Kotsjoebej en was opgezet om ideeën en projecten uit te wisselen. Alexander was van mening dat Rusland een netwerk van verbonden moest weven en niet zich moest isoleren van wat er zich in West- en Centraal-Europa afspeelde. Hij ontmoette Frederik Willem III van Pruisen in Memel in juni 1802. 26 mei 1803 stelde hij Aleksej Araksjejev aan als inspecteur-generaal van de Artillerie om het Russische leger te versterken. Alexander was woedend om de terechtstelling van de hertog van Enghien door de Fransen, temeer daar de hertog uit Baden was ontvoerd, wat tot het gebied van zijn schoonfamilie behoorde. Ook het uitroepen van het Franse keizerrijk viel slecht en in september 1804 werd er een plan gemaakt om een nieuwe orde in Europa te vestigen. Er kwam een Engels-Russisch verbond, waar de Pruisen zich bij aansloten.
Hij nam deel aan de Derde Coalitieoorlog (1805-1807), doch na de Slag bij Friedland sloot hij te Tilsit, nu Sovjetsk genaamd, vrede met Napoleon (Vrede van Tilsit). Napoleon en de tsaar konden het echter niet eens worden over Polen en het Continentaal stelsel leidde tot ontevredenheid bij Russische handelaars.
In 1811 besloot Alexander de continentale blokkade tegen de Britten, opgelegd door Napoleon, te verbreken. Dit leidde tot de oorlog van 1812 waarin Napoleons troepen Rusland aanvielen. In tegenstelling tot de campagne van 1805, vertrouwde hij de leiding over het leger toe aan zijn generaals, Michael Barclay de Tolly, prins Pyotr Bagration en Michail Koetoezov.
Na de ondergang van Napoleons grote leger nam Alexander deel aan de Zesde Coalitieoorlog en trok met de Russische troepen Parijs binnen.
Op het Congres van Wenen nam Alexander liberale standpunten in, waardoor hij regelmatig in conflict kwam met Metternich. Mede door de invloed van barones Barbara Juliana von Krüdener vormde hij in 1815 de Heilige Alliantie, een bolwerk van conservatisme in Europa. Zeven november 1815 werd Alexander in Warschau verwelkomd als de nieuwe koning van Polen. Na 1815 werkte hij samen met Metternich.
Hij zette verschillende hervormingen op touw, onder meer op het gebied van bestuur, onderwijs, wetenschap en het lijfeigenensysteem. Catharina de Grote had de jezuïeten uitgenodigd naar Rusland te komen toen hun orde door paus Clemens XIV in 1773 was afgeschaft. Paus Pius VII herstelde de orde weer in 1814. In 1816 werden de jezuïeten door Alexander uit Sint-Petersburg verbannen en in 1820 uit heel Rusland, omdat de Russische adel op de hogescholen tot het katholicisme zou worden bekeerd. De jezuïtische generaal Gabriël Gruber was in 1800 rector van de Staatsuniversiteit van Sint-Petersburg en vertrouweling van Paul I. Zijn opvolger Tadeusz Brzozowski (gestorven 1820) mocht van tsaar Alexander het land niet verlaten.
Alexander had bijzonder veel belangstelling voor religie. In 1816 werd er zelfs een Ministerie opgezet van Spirituele Zaken en Onderwijs, waarvan prins Aleksej Golitsyn de minister was. In hetzelfde jaar stelde hij een project voor algemene ontwapening voor. In 1818 nam hij deel aan het Congres van Aken. In 1819 stierf zijn zuster Catharina Paulowna geheel onverwachts op dertigjarige leeftijd in Stuttgart. Alexander had met haar in juni 1814 Engeland bezocht en er Quakers leren kennen. Prins Pjotr Vjazemski, dichter, vertaler en Russische literaire criticus ondertekende in 1820 een brief waarin hij vroeg om de lijfeigenschap af te schaffen die graaf Vorontsov aan keizer Alexander heeft overhandigd, maar deze brief wordt slecht ontvangen en Viazemski wordt ontslagen. Vanaf 1814 was generaal Alexej Arakcheev de naaste medewerker van tsaar Alexander I. In de praktijk was hij verantwoordelijk voor alle kwesties met betrekking tot de interne politiek van het land en was hij de enige die het volledige vertrouwen van de tsaar genoot.

### Relatie met Willem I der Nederlanden

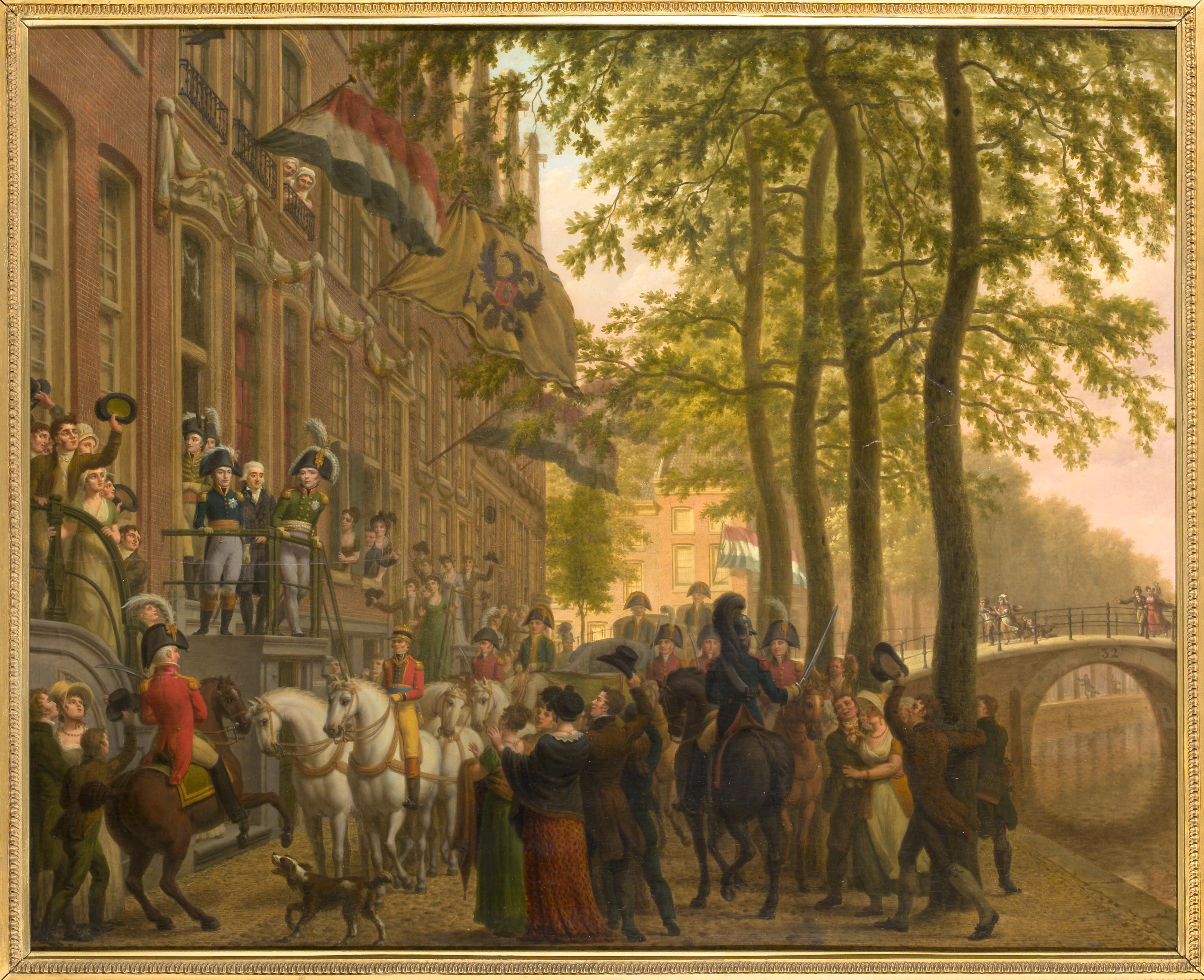
Alexander en Willem bezoeken op 4 juli 1814 in Amsterdam de Brentano verzameling. Schilderij door Jan Kamphuijsen (1760–1841)

Tsaar Alexander onderhield een vriendschap met de slechts vijf jaar oudere prins Willem VI van Oranje-Nassau; de latere koning Willem I. Ze hadden als bondgenoten deelgenomen aan de Coalitieoorlogen. In de zomer van 1814 reisde Alexander naar de Verenigde Nederlanden, waar Willem enkele maanden eerder was beëdigd als soeverein vorst. Alexander bezocht Willem in Den Haag en reisde samen met hem naar Amsterdam, waar ze onder meer de kunstverzameling van Josephus Brentano bezochten. De Engelse prinses Charlotte Augusta had enkele maanden ervoor haar verloving verbroken met Willems zoon Willem Frederik (de latere Willem II), waarop de tsaar zijn jongere zus Anna Paulowna naar voren schoof als nieuwe huwelijkskandidaat. In 1810 had Napoleon Bonaparte gedongen naar de hand van de grootvorstin, maar dit had Alexander afgewezen. Een jaar later zou de inmiddels tot koning ingehuldigde Willem zijn zoon begeleiden naar Alexander in het Russische Sint-Petersburg, alwaar de prins van Oranje na een kennismaking een huwelijksaanzoek deed aan Anna Paulowna, nadat zij had aangegeven daar ontvankelijk voor te zijn. Twee maanden later werd het huwelijk gesloten in het Pavlovsk-paleis.

### Overlijden en nageslacht
In de zomer van 1825 verslechterde de gezondheidstoestand van de keizerin, Elizabeth Alexeievna. De artsen raadden haar een verblijf in het zuiden aan. Alexander besloot haar te vergezellen. Midden september vertrokken ze op reis naar de Krim. 
Op 6 november 1825 bezocht hij de plaats Gurzuf, waar de 'Krim koorts' (brucellose) had geheerst. Zeven november dineerde hij in Alupka bij graaf Michail Vorontsov, de gouverneur van de provincie. De volgende dagen ging zijn gezondheid achteruit. Achttien november kwam hij ernstig ziek terug naar een paleis in de Zuid-Russische plaats Taganrog. Hij stierf er op 1 december 1825. Zijn stoffelijk overschot werd naar Sint-Petersburg overgebracht voor de begrafenis. Zijn vrouw, de tsarina stierf enkele maanden later op 16 mei 1826 op 47-jarige leeftijd.
Uit het huwelijk waren twee dochters geboren:
- Maria Aleksandrovna (29 mei 1799 - 8 juli 1800)
- Elisabeth Aleksandrovna (15 november 1806 - 12 mei 1808)

Lange tijd is Maria Naryshkina zijn minnares geweest, bij wie hij ook kinderen kreeg.
Na zijn dood werd hij opgevolgd door zijn jongere broer, grootvorst Nicolaas Pavlovitsj.
Op 25 oktober 1805 is het plein Ochsenplatz door Frederik Willem III van Pruisen omgedoopt tot Alexanderplatz, omdat tsaar Alexander I op dat moment Berlijn bezocht.

## Kwartierstaat
| Karel Frederik van Sleeswijk-Holstein-Gottorp (1700-1739) | Karel Frederik van Sleeswijk-Holstein-Gottorp (1700-1739) | Karel Frederik van Sleeswijk-Holstein-Gottorp (1700-1739) | Karel Frederik van Sleeswijk-Holstein-Gottorp (1700-1739) | Karel Frederik van Sleeswijk-Holstein-Gottorp (1700-1739) | Karel Frederik van Sleeswijk-Holstein-Gottorp (1700-1739) | Anna Petrovna van Rusland (1708-1728) | Anna Petrovna van Rusland (1708-1728) | Anna Petrovna van Rusland (1708-1728)          | Anna Petrovna van Rusland (1708-1728)          | Anna Petrovna van Rusland (1708-1728)          | Anna Petrovna van Rusland (1708-1728)          |                                                |                                                | Christiaan August van Anhalt-Zerbst (1690-1747) | Christiaan August van Anhalt-Zerbst (1690-1747) | Christiaan August van Anhalt-Zerbst (1690-1747) | Christiaan August van Anhalt-Zerbst (1690-1747) | Christiaan August van Anhalt-Zerbst (1690-1747) | Christiaan August van Anhalt-Zerbst (1690-1747) | Johanna Elisabeth van Sleeswijk-Holstein-Gottorp (1712-1760) | Johanna Elisabeth van Sleeswijk-Holstein-Gottorp (1712-1760) | Johanna Elisabeth van Sleeswijk-Holstein-Gottorp (1712-1760) | Johanna Elisabeth van Sleeswijk-Holstein-Gottorp (1712-1760) | Johanna Elisabeth van Sleeswijk-Holstein-Gottorp (1712-1760) | Johanna Elisabeth van Sleeswijk-Holstein-Gottorp (1712-1760) |                                            |                                            | Karel Alexander van Württemberg (1684-1737) | Karel Alexander van Württemberg (1684-1737) | Karel Alexander van Württemberg (1684-1737) | Karel Alexander van Württemberg (1684-1737) | Karel Alexander van Württemberg (1684-1737)   | Karel Alexander van Württemberg (1684-1737)   | Maria Augusta von Thurn und Taxis (1706-1756) | Maria Augusta von Thurn und Taxis (1706-1756) | Maria Augusta von Thurn und Taxis (1706-1756) | Maria Augusta von Thurn und Taxis (1706-1756) | Maria Augusta von Thurn und Taxis (1706-1756)              | Maria Augusta von Thurn und Taxis (1706-1756)              |                                                            |                                                            | Frederik Willem van Brandenburg-Schwedt (1700-1771)        | Frederik Willem van Brandenburg-Schwedt (1700-1771)        | Frederik Willem van Brandenburg-Schwedt (1700-1771)           | Frederik Willem van Brandenburg-Schwedt (1700-1771)           | Frederik Willem van Brandenburg-Schwedt (1700-1771)           | Frederik Willem van Brandenburg-Schwedt (1700-1771)           | Sophia Dorothea van Pruisen (1719-1765)                       | Sophia Dorothea van Pruisen (1719-1765)                       | Sophia Dorothea van Pruisen (1719-1765) | Sophia Dorothea van Pruisen (1719-1765) | Sophia Dorothea van Pruisen (1719-1765) | Sophia Dorothea van Pruisen (1719-1765) |  |  |  |  |  |  |  |  |  |  |  |  |  |  |  |  |  |  |  |  |  |  |  |  |  |  |  |  |  |  |  |  |  |  |  |  |  |  |  |  |  |  |  |  |  |  |  |  |
| Karel Frederik van Sleeswijk-Holstein-Gottorp (1700-1739) | Karel Frederik van Sleeswijk-Holstein-Gottorp (1700-1739) | Karel Frederik van Sleeswijk-Holstein-Gottorp (1700-1739) | Karel Frederik van Sleeswijk-Holstein-Gottorp (1700-1739) | Karel Frederik van Sleeswijk-Holstein-Gottorp (1700-1739) | Karel Frederik van Sleeswijk-Holstein-Gottorp (1700-1739) | Anna Petrovna van Rusland (1708-1728) | Anna Petrovna van Rusland (1708-1728) | Anna Petrovna van Rusland (1708-1728)          | Anna Petrovna van Rusland (1708-1728)          | Anna Petrovna van Rusland (1708-1728)          | Anna Petrovna van Rusland (1708-1728)          |                                                |                                                | Christiaan August van Anhalt-Zerbst (1690-1747) | Christiaan August van Anhalt-Zerbst (1690-1747) | Christiaan August van Anhalt-Zerbst (1690-1747) | Christiaan August van Anhalt-Zerbst (1690-1747) | Christiaan August van Anhalt-Zerbst (1690-1747) | Christiaan August van Anhalt-Zerbst (1690-1747) | Johanna Elisabeth van Sleeswijk-Holstein-Gottorp (1712-1760) | Johanna Elisabeth van Sleeswijk-Holstein-Gottorp (1712-1760) | Johanna Elisabeth van Sleeswijk-Holstein-Gottorp (1712-1760) | Johanna Elisabeth van Sleeswijk-Holstein-Gottorp (1712-1760) | Johanna Elisabeth van Sleeswijk-Holstein-Gottorp (1712-1760) | Johanna Elisabeth van Sleeswijk-Holstein-Gottorp (1712-1760) |                                            |                                            | Karel Alexander van Württemberg (1684-1737) | Karel Alexander van Württemberg (1684-1737) | Karel Alexander van Württemberg (1684-1737) | Karel Alexander van Württemberg (1684-1737) | Karel Alexander van Württemberg (1684-1737)   | Karel Alexander van Württemberg (1684-1737)   | Maria Augusta von Thurn und Taxis (1706-1756) | Maria Augusta von Thurn und Taxis (1706-1756) | Maria Augusta von Thurn und Taxis (1706-1756) | Maria Augusta von Thurn und Taxis (1706-1756) | Maria Augusta von Thurn und Taxis (1706-1756)              | Maria Augusta von Thurn und Taxis (1706-1756)              |                                                            |                                                            | Frederik Willem van Brandenburg-Schwedt (1700-1771)        | Frederik Willem van Brandenburg-Schwedt (1700-1771)        | Frederik Willem van Brandenburg-Schwedt (1700-1771)           | Frederik Willem van Brandenburg-Schwedt (1700-1771)           | Frederik Willem van Brandenburg-Schwedt (1700-1771)           | Frederik Willem van Brandenburg-Schwedt (1700-1771)           | Sophia Dorothea van Pruisen (1719-1765)                       | Sophia Dorothea van Pruisen (1719-1765)                       | Sophia Dorothea van Pruisen (1719-1765) | Sophia Dorothea van Pruisen (1719-1765) | Sophia Dorothea van Pruisen (1719-1765) | Sophia Dorothea van Pruisen (1719-1765) |  |  |  |  |  |  |  |  |  |  |  |  |  |  |  |  |  |  |  |  |  |  |  |  |  |  |  |  |  |  |  |  |  |  |  |  |  |  |  |  |  |  |  |  |  |  |  |  |
|                                                           |                                                           |                                                           |                                                           |                                                           |                                                           |                                       |                                       |                                                |                                                |                                                |                                                |                                                |                                                |                                                 |                                                 |                                                 |                                                 |                                                 |                                                 |                                                              |                                                              |                                                              |                                                              |                                                              |                                                              |                                            |                                            |                                             |                                             |                                             |                                             |                                               |                                               |                                               |                                               |                                               |                                               |                                                            |                                                            |                                                            |                                                            |                                                            |                                                            |                                                               |                                                               |                                                               |                                                               |                                                               |                                                               |                                         |                                         |                                         |                                         |  |  |  |  |  |  |  |  |  |  |  |  |  |  |  |  |  |  |  |  |  |  |  |  |  |  |  |  |  |  |  |  |  |  |  |  |  |  |  |  |  |  |  |  |  |  |  |  |
|                                                           |                                                           |                                                           |                                                           | Peter III van Rusland (1728–1762)                         | Peter III van Rusland (1728–1762)                         | Peter III van Rusland (1728–1762)     | Peter III van Rusland (1728–1762)     | Peter III van Rusland (1728–1762)              | Peter III van Rusland (1728–1762)              |                                                |                                                |                                                |                                                |                                                 |                                                 | Catharina de Grote (1729–1796)                  | Catharina de Grote (1729–1796)                  | Catharina de Grote (1729–1796)                  | Catharina de Grote (1729–1796)                  | Catharina de Grote (1729–1796)                               | Catharina de Grote (1729–1796)                               |                                                              |                                                              |                                                              |                                                              |                                            |                                            |                                             |                                             |                                             |                                             | Frederik Eugenius van Württemberg (1732-1797) | Frederik Eugenius van Württemberg (1732-1797) | Frederik Eugenius van Württemberg (1732-1797) | Frederik Eugenius van Württemberg (1732-1797) | Frederik Eugenius van Württemberg (1732-1797) | Frederik Eugenius van Württemberg (1732-1797) |                                                            |                                                            |                                                            |                                                            |                                                            |                                                            | Frederika Dorothea Sophia van Brandenburg-Schwedt (1736-1798) | Frederika Dorothea Sophia van Brandenburg-Schwedt (1736-1798) | Frederika Dorothea Sophia van Brandenburg-Schwedt (1736-1798) | Frederika Dorothea Sophia van Brandenburg-Schwedt (1736-1798) | Frederika Dorothea Sophia van Brandenburg-Schwedt (1736-1798) | Frederika Dorothea Sophia van Brandenburg-Schwedt (1736-1798) |                                         |                                         |                                         |                                         |  |  |  |  |  |  |  |  |  |  |  |  |  |  |  |  |  |  |  |  |  |  |  |  |  |  |  |  |  |  |  |  |  |  |  |  |  |  |  |  |  |  |  |  |  |  |  |  |
|                                                           |                                                           |                                                           |                                                           | Peter III van Rusland (1728–1762)                         | Peter III van Rusland (1728–1762)                         | Peter III van Rusland (1728–1762)     | Peter III van Rusland (1728–1762)     | Peter III van Rusland (1728–1762)              | Peter III van Rusland (1728–1762)              |                                                |                                                |                                                |                                                |                                                 |                                                 | Catharina de Grote (1729–1796)                  | Catharina de Grote (1729–1796)                  | Catharina de Grote (1729–1796)                  | Catharina de Grote (1729–1796)                  | Catharina de Grote (1729–1796)                               | Catharina de Grote (1729–1796)                               |                                                              |                                                              |                                                              |                                                              |                                            |                                            |                                             |                                             |                                             |                                             | Frederik Eugenius van Württemberg (1732-1797) | Frederik Eugenius van Württemberg (1732-1797) | Frederik Eugenius van Württemberg (1732-1797) | Frederik Eugenius van Württemberg (1732-1797) | Frederik Eugenius van Württemberg (1732-1797) | Frederik Eugenius van Württemberg (1732-1797) |                                                            |                                                            |                                                            |                                                            |                                                            |                                                            | Frederika Dorothea Sophia van Brandenburg-Schwedt (1736-1798) | Frederika Dorothea Sophia van Brandenburg-Schwedt (1736-1798) | Frederika Dorothea Sophia van Brandenburg-Schwedt (1736-1798) | Frederika Dorothea Sophia van Brandenburg-Schwedt (1736-1798) | Frederika Dorothea Sophia van Brandenburg-Schwedt (1736-1798) | Frederika Dorothea Sophia van Brandenburg-Schwedt (1736-1798) |                                         |                                         |                                         |                                         |  |  |  |  |  |  |  |  |  |  |  |  |  |  |  |  |  |  |  |  |  |  |  |  |  |  |  |  |  |  |  |  |  |  |  |  |  |  |  |  |  |  |  |  |  |  |  |  |
|                                                           |                                                           |                                                           |                                                           |                                                           |                                                           |                                       |                                       |                                                |                                                | Paul I van Rusland (1754-1801)                 | Paul I van Rusland (1754-1801)                 | Paul I van Rusland (1754-1801)                 | Paul I van Rusland (1754-1801)                 | Paul I van Rusland (1754-1801)                  | Paul I van Rusland (1754-1801)                  |                                                 |                                                 |                                                 |                                                 |                                                              |                                                              |                                                              |                                                              |                                                              |                                                              |                                            |                                            |                                             |                                             |                                             |                                             |                                               |                                               |                                               |                                               |                                               |                                               | Sophia Dorothea Augusta Louisa van Württemberg (1759-1828) | Sophia Dorothea Augusta Louisa van Württemberg (1759-1828) | Sophia Dorothea Augusta Louisa van Württemberg (1759-1828) | Sophia Dorothea Augusta Louisa van Württemberg (1759-1828) | Sophia Dorothea Augusta Louisa van Württemberg (1759-1828) | Sophia Dorothea Augusta Louisa van Württemberg (1759-1828) |                                                               |                                                               |                                                               |                                                               |                                                               |                                                               |                                         |                                         |                                         |                                         |  |  |  |  |  |  |  |  |  |  |  |  |  |  |  |  |  |  |  |  |  |  |  |  |  |  |  |  |  |  |  |  |  |  |  |  |  |  |  |  |  |  |  |  |  |  |  |  |
|                                                           |                                                           |                                                           |                                                           |                                                           |                                                           |                                       |                                       |                                                |                                                | Paul I van Rusland (1754-1801)                 | Paul I van Rusland (1754-1801)                 | Paul I van Rusland (1754-1801)                 | Paul I van Rusland (1754-1801)                 | Paul I van Rusland (1754-1801)                  | Paul I van Rusland (1754-1801)                  |                                                 |                                                 |                                                 |                                                 |                                                              |                                                              |                                                              |                                                              |                                                              |                                                              |                                            |                                            |                                             |                                             |                                             |                                             |                                               |                                               |                                               |                                               |                                               |                                               | Sophia Dorothea Augusta Louisa van Württemberg (1759-1828) | Sophia Dorothea Augusta Louisa van Württemberg (1759-1828) | Sophia Dorothea Augusta Louisa van Württemberg (1759-1828) | Sophia Dorothea Augusta Louisa van Württemberg (1759-1828) | Sophia Dorothea Augusta Louisa van Württemberg (1759-1828) | Sophia Dorothea Augusta Louisa van Württemberg (1759-1828) |                                                               |                                                               |                                                               |                                                               |                                                               |                                                               |                                         |                                         |                                         |                                         |  |  |  |  |  |  |  |  |  |  |  |  |  |  |  |  |  |  |  |  |  |  |  |  |  |  |  |  |  |  |  |  |  |  |  |  |  |  |  |  |  |  |  |  |  |  |  |  |
|                                                           |                                                           |                                                           |                                                           |                                                           |                                                           |                                       |                                       |                                                |                                                |                                                |                                                |                                                |                                                |                                                 |                                                 |                                                 |                                                 |                                                 |                                                 |                                                              |                                                              |                                                              |                                                              |                                                              |                                                              |                                            |                                            |                                             |                                             |                                             |                                             |                                               |                                               |                                               |                                               |                                               |                                               |                                                            |                                                            |                                                            |                                                            |                                                            |                                                            |                                                               |                                                               |                                                               |                                                               |                                                               |                                                               |                                         |                                         |                                         |                                         |  |  |  |  |  |  |  |  |  |  |  |  |  |  |  |  |  |  |  |  |  |  |  |  |  |  |  |  |  |  |  |  |  |  |  |  |  |  |  |  |  |  |  |  |  |  |  |  |
|                                                           |                                                           |                                                           |                                                           |                                                           |                                                           |                                       |                                       |                                                |                                                |                                                |                                                |                                                |                                                |                                                 |                                                 |                                                 |                                                 |                                                 |                                                 |                                                              |                                                              |                                                              |                                                              |                                                              |                                                              |                                            |                                            |                                             |                                             |                                             |                                             |                                               |                                               |                                               |                                               |                                               |                                               |                                                            |                                                            |                                                            |                                                            |                                                            |                                                            |                                                               |                                                               |                                                               |                                                               |                                                               |                                                               |                                         |                                         |                                         |                                         |  |  |  |  |  |  |  |  |  |  |  |  |  |  |  |  |  |  |  |  |  |  |  |  |  |  |  |  |  |  |  |  |  |  |  |  |  |  |  |  |  |  |  |  |  |  |  |  |
| Alexander I van Rusland (1777–1825)                       | Alexander I van Rusland (1777–1825)                       | Alexander I van Rusland (1777–1825)                       | Alexander I van Rusland (1777–1825)                       | Alexander I van Rusland (1777–1825)                       | Alexander I van Rusland (1777–1825)                       |                                       |                                       | Constantijn Pavlovitsj van Rusland (1779-1831) | Constantijn Pavlovitsj van Rusland (1779-1831) | Constantijn Pavlovitsj van Rusland (1779-1831) | Constantijn Pavlovitsj van Rusland (1779-1831) | Constantijn Pavlovitsj van Rusland (1779-1831) | Constantijn Pavlovitsj van Rusland (1779-1831) |                                                 |                                                 | Maria Pavlovna van Rusland (1786-1859)          | Maria Pavlovna van Rusland (1786-1859)          | Maria Pavlovna van Rusland (1786-1859)          | Maria Pavlovna van Rusland (1786-1859)          | Maria Pavlovna van Rusland (1786-1859)                       | Maria Pavlovna van Rusland (1786-1859)                       |                                                              |                                                              | Catharina Paulowna van Rusland (1788-1819)                   | Catharina Paulowna van Rusland (1788-1819)                   | Catharina Paulowna van Rusland (1788-1819) | Catharina Paulowna van Rusland (1788-1819) | Catharina Paulowna van Rusland (1788-1819)  | Catharina Paulowna van Rusland (1788-1819)  |                                             |                                             | Anna Paulowna van Rusland (1795-1865)         | Anna Paulowna van Rusland (1795-1865)         | Anna Paulowna van Rusland (1795-1865)         | Anna Paulowna van Rusland (1795-1865)         | Anna Paulowna van Rusland (1795-1865)         | Anna Paulowna van Rusland (1795-1865)         |                                                            |                                                            | Nicolaas I van Rusland (1796–1855)                         | Nicolaas I van Rusland (1796–1855)                         | Nicolaas I van Rusland (1796–1855)                         | Nicolaas I van Rusland (1796–1855)                         | Nicolaas I van Rusland (1796–1855)                            | Nicolaas I van Rusland (1796–1855)                            |                                                               |                                                               | 3 zusters en 1 broer                                          | 3 zusters en 1 broer                                          | 3 zusters en 1 broer                    | 3 zusters en 1 broer                    | 3 zusters en 1 broer                    | 3 zusters en 1 broer                    |  |  |  |  |  |  |  |  |  |  |  |  |  |  |  |  |  |  |  |  |  |  |  |  |  |  |  |  |  |  |  |  |  |  |  |  |  |  |  |  |  |  |  |  |  |  |  |  |

Ivan IV de Verschrikkelijke · Fjodor I · Boris Godoenov · Fjodor II · Valse Dimitri I · Vasili IV · Wladislaus I · Michaël I · Alexis · Fjodor III · Ivan V · Peter I de Grote · Catharina I · Peter II · Anna I · Ivan VI · Elisabeth · Peter III · Catharina II de Grote · Paul I · Alexander I · Nicolaas I · Alexander II · Alexander III · Nicolaas II
- Bibsys: 90574507
- Biblioteca Nacional de Chile: 000069372
- Biblioteca Nacional de España: XX1786421
- Bibliothèque nationale de France: cb119430294 (data)
- Catàleg d'autoritats de noms i títols de Catalunya: 981058510300306706
- CiNii: DA05357188
- Gemeinsame Normdatei: 118501852
- International Standard Name Identifier: 0000 0001 2118 5276
- Library of Congress Control Number: n80017534
- Nationale Bibliotheek van Letland: 000065835
- MusicBrainz: 3077b2ee-3fb2-4f2a-982a-cbee2f7b7bbe
- National Archives and Records Administration: 10582871
- Bibliotheek van het Japanse parlement: 00620253
- Nationale Bibliotheek van Tsjechië: jn20000700028
- Nationale bibliotheek van Australië: 35002918
- Nationale Bibliotheek van Israël: 987007257509105171
- Nationale Bibliotheek van Polen: a0000001181376
- Nationale en Universitaire bibliotheek Zagreb: 000686433
- Nederlandse Thesaurus van Auteursnamen: 070252289
- Réseau des bibliothèques de Suisse occidentale: 02-A005464996
- RKD-Nederlands Instituut voor Kunstgeschiedenis: 434738
- Russische Staatsbibliotheek: 000078811
- Istituto Centrale per il Catalogo Unico: MUSV001026
- LIBRIS: 175806
- Système universitaire de documentation: 027374947
- Museum of New Zealand Te Papa Tongarewa: 66294
- Trove: 785556
- Union List of Artist Names: 500695805
- Virtual International Authority File: 4938543
- WorldCat: E39PBJmPb8Qd6qHXW4Q6fWpgKd